# Sensoren nach Messprinzip
Diese Liste der Sensoren nach Messprinzip soll einen Überblick über verschiedene Sensortypen bieten.

## Sensoren nach Messprinzip
Beispiele für Sensoren kategorisiert nach Messgrößen:

### Resistive Sensoren
Das Wirkprinzip resistiver Sensoren ist, dass sich in Abhängigkeit von den Messgrößen (Länge, Temperatur, …) der ohmsche Widerstand des Sensors ändert. Diese Widerstandsänderung führt zu einem veränderten Spannungsabfall am Sensor, der dann beispielsweise mit einem einfachen Spannungsteiler oder einer Brückenschaltung (höhere Messgenauigkeit) erfasst werden kann.
Potentiometrische Sensoren arbeiten wie ein Potentiometer. Als Widerstandsmaterial wird Draht (Drahtpotentiometer) oder Leitplastik verwendet.
Dehnungsmessstreifen (DMS) beruhen auf dem Effekt der Änderung des elektrischen Widerstandes aufgrund mechanischer Dehnung:
- Halbleiter-Dehnungsmessstreifen
- Metall-Dehnmessstreifen
  - Draht-Dehnungsmessstreifen
  - Folien-Dehnungsmessstreifen
  - Dünnschicht-Dehnungsmessstreifen

Nach dem Prinzip der DMS können Drehmomentaufnehmer, Drucksensoren, Kraftaufnehmer und Wägezellen gebaut werden.

### Induktive Sensoren
Induktive Sensoren beruhen auf elektromagnetischer Induktion, der Dämpfung oder der Frequenzänderung eines Schwingkreises beziehungsweise einer Spule.
Abtastsysteme für Schallplatten und manche Schwingungsaufnehmer arbeiten nach dem elektrodynamischen oder elektromagnetischen Prinzip.

#### Differentialtransformator
Der Differentialtransformator beruht auf einer mit einem beweglichen Eisenkern veränderlichen Kopplung. Vor und hinter einer Erregerspule befinden sich die zwei Hälften der Ausgangsspule. An deren Verbindung wird die Ausgangsspannung abgegriffen. Wird ein Eisenkern, der sich zwischen den beiden Spulen befindet, verschoben, ändert sich das Wechselspannungsverhältnis zwischen beiden Ausgangs-Spulen-Hälften. Wird er über die mittlere Position hinaus verschoben, ändert sich die Polarität am Abgriff der Ausgangsspannung.

#### Induktive Wegaufnehmer
Induktive Wegaufnehmer mit einem Anker können auch mit nur einer Spule arbeiten. Diese kann als Bestandteil einer Wechselstrom-Messbrücke unterteilt sein.
- Eine Spule + Längsanker
- Differenzspule + Längsanker
- Differenzspule + Queranker

Der bewegliche Anker kann aus ferromagnetischem Material oder auch aus einem nicht magnetischen, gut leitenden Metall bestehen. In letzterem Fall entsteht die Induktivitätsänderung durch Feldverdrängung durch Wirbelströme. Siehe auch Spule (Elektrotechnik)#Veränderliche Induktivitäten.

#### Induktiver Abstandssensor
Der Induktive Abstandssensor und Wirbelstromsensor beruht auf einer Veränderung des magnetischen Feldes in der Nähe einer Spule durch ein leitfähiges oder ferromagnetisches Objekt, d. h., sie arbeiten berührungslos und reagieren nur auf Metalle.
Induktive Näherungsschalter und Wirbelstrom-Initiatoren besitzen im Inneren einen Schwellwertschalter und lösen bei Annäherung an ein leitfähiges Objekt ein Schaltsignal aus.

#### Wirbelstromsensor
Wirbelstromsensoren detektieren die Phasenlagen-Änderung einer in der Nähe einer elektrisch leitfähigen Oberfläche befindlichen, wechselspannungserregten Spule. Sie dienen der Blechdickenmessung, meist jedoch der Abstandsmessung zu einem leitfähigen Objekt (Schichtdickenmessung, mikrometergenaue Abstandsmessung) aber auch der Werkstoffprüfung.

### Magnetfeldsensoren
Magnetfeldsensoren beruhen auf Wirkungen des magnetischen Feldes in hart- oder weichmagnetischen Werkstoffen, Halbleitern, ultradünnen Schichten, Lichtleitern, Flüssigkeiten oder deren Oberflächen:
- Galvanomagnetische Effekte:
  - Hall-Effekt in Hall-Sensoren (Positions- und Stromsensoren)
- Magneto-resistive (MR) Effekte
  - Thomson-Effekt in Feldplatten
  - makroskopischer Magnetischer Barkhausen-Effekt in Wiegand-Sensoren
  - Anisotroper MR-Effekt: Widerstandsänderung in metallischen und Halb-Leitern, z. B. in AMR-Sensoren
  - Gigantischer MR-Effekt: Widerstandsänderung in Dünnschicht-Leitern, z. B. in GMR-Sensoren
  - Colossaler MR-Effekt
  - Tunnel-MR-Effekt: Widerstandsänderung in Dünnschicht-Isolatoren, z. B. in TMR-Sensoren
- Magneto-optische Effekte
  - Voigt-Effekt: magnetische Doppelbrechung in Gasen
  - Cotton-Mouton-Effekt magnetische Doppelbrechung in Flüssigkeiten, z. B. in Magnetfeld-Polarimetern
  - Magnetooptischer Kerr-Effekt: Polarisationsänderung an ferromagnetischen Oberflächen
  - Faraday-Effekt: Polarisationsänderung in durchsichtigen Medien, z. B. MagView
  - Zeeman-Effekt: Magnetische Aufspaltung von Spektrallinien, z. B. in der Kernspinresonanz-, Mößbauer-, Atomabsorptions-Spektroskopie und Magnetresonanztomografie (MRT)

### Magnetoelastische Sensoren
Sie beruhen auf dem Effekt der magnetischen Permeabilitätsänderung (magnetische Leitfähigkeit, ist ein Maß dafür wie gut ein Material magnetische Felder durchlässt) bei Längenänderung (umgekehrte Magnetostriktion). Eine Bezeichnung ist auch Pressduktor. Sie werden zum Beispiel zur Drehmoment- oder Kraftmessung verwendet. Es gibt sowohl passive Magnetoelastische Sensoren als auch aktive. Die passiven magnetoelastischen Sensoren basieren auf einer Vormagnetisierung der Messstelle und der Messung einer Änderung des Magnetfeldes aufgrund einer angelegten Last. Die aktiven magnetoelastischen Sensoren koppeln über eine Induktivität ein Magnetfeld in eine Messstelle ein und messen über Sekundärinduktivitäten das resultierende Magnetfeld.

### Kapazitive Sensoren
Kapazitive Sensoren dienen unter anderem der Abstandsmessung. Kapazitive Abstandssensoren beruhen auf einer Änderung der Kapazität eines Kondensators.
Sie können als Differentialsensor (Weg oder Winkel), Drucksensor, Füllstandssensor oder Kapazitiver Näherungsschalter ausgeführt sein. Ein Beispiel ist auch das Kondensatormikrofon.

### Piezoelektrische Sensoren
Piezoelektrische Sensoren beruhen auf dem Piezoelektrischen Effekt. Sie werden als Kraftaufnehmer, Drucksensor, Beschleunigungsaufnehmer (zum Beispiel Körperschallaufnehmer, Tonabnehmer) verwendet.

### Optoelektronische Sensoren (Optische Sensoren)
Optoelektronische Sensoren haben die Aufgabe, optische Informationen in elektrisch auswertbare Signale umzuwandeln. Dabei beschränkt man sich vornehmlich auf sichtbares Licht sowie Infrarotstrahlung und ultraviolettes Licht. Grundlage der optischen Sensoren ist die Wandlung der Signale durch quantenmechanische Effekte von Licht (Photoeffekt).
So nutzen zum Beispiel Photozellen den äußeren photoelektrischen Effekt. Optische Sensoren können auch auf dem inneren photoelektrischen Effekt beruhen, sie bestehen dann aus Halbleitern, in denen beim Einwirken von Licht Ladungsträger entstehen, die die elektrischen Eigenschaften des Materials ändern. Das einfallende Licht verursacht daher entweder eine veränderte elektrische Leitfähigkeit (Photowiderstand) oder eine Photospannung (Photodiode beziehungsweise Photoelement). Eine Variante des inneren Photoeffekts ist der SperrschichtPhotoeffekt, er wird bei Phototransistoren und auch Photodioden genutzt.
Optische Sensoren in digitalen Foto- und Videokameras (CMOS- und CCD-Sensor) und in der Mustererkennung (z. B. Barcodescanner) werden oft als Bildsensoren bezeichnet.
Technische Anwendung finden optische Sensoren vor allem in der Automatisierungstechnik. Dort werden sie, neben einfachen Erkennungsaufgaben u. a. bei Lagemessungen (z. B. Lichtschranke), Drehzahl- und Winkelmessung (z. B. Inkrementalgeber) sowie bei der Abstandsmessung eingesetzt.

### Elektrochemische Sensoren
Sie nutzen z. B. katalytische Wirkung, Ionisation und Partialdruckunterschiede.
Die Lambdasonde beruht auf der Ionenleitfähigkeit von Zirconiumoxid.

### Temperatursensoren
Temperatursensoren dienen der Temperaturmessung, die entweder im Kontakt zum Objekt, wie bei einem Thermometer, oder aufgrund der Strahlungsemission des Objektes erfolgen kann.
Widerstandsthermometer beruhen auf einer Widerstandsänderung, zum Beispiel eines Platinwiderstandes (PT100).
Temperatursensor-Schaltkreise sind Halbleiter-Temperatursensoren, die ein temperaturproportionales Analog- oder ein Digitalsignal liefern.
Thermoelemente beruhen auf dem thermoelektrischen Effekt. Sie liefern eine weitgehend temperaturproportionale elektrische Spannung.
Faseroptische Temperatursensoren messen das Temperaturprofil entlang einer Glasfaser. Das Prinzip ist der Raman-Effekt.
Heißleiter und Kaltleiter besitzen einen meist nicht linearen Temperaturverlauf ihres elektrischen Widerstandes.
Pyrometer messen die Temperatur entfernter Objekte anhand deren Wärmestrahlung. Man unterscheidet Gesamtstrahlungspyrometer, Bandstrahlungspyrometer und Verhältnispyrometer.
Zu den Temperatursensoren zählen auch Bewegungsmelder und Thermografie-Geräte auf der Basis des Pyroelektrischen Effektes.